# Firmiana hainanensis
Firmiana hainanensis är en malvaväxtart som beskrevs av André Joseph Guillaume Henri Kostermans. Firmiana hainanensis ingår i släktet Firmiana och familjen malvaväxter. Inga underarter finns listade i Catalogue of Life.